# Andrej Čmil
Andrej Čmil (tudi Andrij Čmil in Andrei Tchmil, rusko Андрей Чмиль, ukrajinsko Андрій Чміль), rusko-moldavsko-ukrajinsko-belgijski kolesar, * 22. januar 1963, Habarovsk, Sovjetska zveza.
Čmil je nekdanji profesionalni kolesar in specialist za klasične dirke, ki je do leta 1991 tekmoval za Sovjetsko zvezo, med letoma 1992 in 1995 za Moldavijo, med letoma 1995 in 1998 za Ukrajino in od leta 1998 do konca kariere za Belgijo. V svojem edinem nastopu na poletnih olimpijskih igrah leta 1996 v Atlanti je zasedel 33. mesto na cestni dirki. Osvojil je tri spomenike, Pariz–Roubaix leta 1994, Milano–San Remo leta 1999 in Dirko po Flandriji leta 2000, ob tem pa še klasične dirke E3 Prijs Vlaanderen v letih 1994 in 2001, Kuurne–Bruselj–Kuurne v letih 1998 in 2000, GP Ouest-France leta 1994 in Pariz–Tours leta 1997.
Kariero je končal leta 2002 po padcu na dirki Classic Brugge-De Panne. Leta 2006 je bil imenovan za moldavskega ministra za šport. Leta 2009 je postal športni direktor novoustanovljene ekipe Team Katusha, ki jo je vodil do leta 2011.